# Лансинг (тауншип, Миннесота)
Лансинг (англ. Lansing) — тауншип в округе Моуэр, Миннесота, США. На  год его население составило _ человек.

## География
По данным Бюро переписи населения США площадь тауншипа составляет 83,8 км², из которых 83,5 км² занимает суша, а 0,2 км² — вода (0,28 %).

## Демография
По данным переписи населения 2000 года здесь находились 1 292 человека, 488 домохозяйств и 374 семьи.  Плотность населения —  15,5 чел./км².  На территории тауншипа расположено 514 построек со средней плотностью 6,2 построек на один квадратный километр. Расовый состав населения: 97,29 % белых, 0,70 % афроамериканцев, 0,15 % коренных американцев, 0,31 % азиатов, 0,62 % — других рас США и 0,93 % приходится на две или более других рас. Испанцы или латиноамериканцы любой расы составляли 1,47 % от популяции тауншипа.
Из 488 домохозяйств в 28,5 % воспитывались дети до 18 лет, в 67,0 % проживали супружеские пары, в 6,8 % проживали незамужние женщины и в 23,2 % домохозяйств проживали несемейные люди. 17,0 % домохозяйств состояли из одного человека, при том 8,8 % из — одиноких пожилых людей старше 65 лет. Средний размер домохозяйства — 2,58, а семьи — 2,89 человека.
25,7 % населения — младше 18 лет, 7,2 % — в возрасте от 18 до 24 лет, 24,5 % — от 25 до 44, 26,5 % — от 45 до 64, и 16,0 % — старше 65 лет. Средний возраст — 40 лет. На каждые 100 женщин приходилось 106,4 мужчин.  На каждые 100 женщин старше 18 приходилось 104,3 мужчин.
Средний годовой доход домохозяйства составлял 39 911 долларов, а средний годовой доход семьи —  44 444 доллара. Средний доход мужчин —  32 344  доллара, в то время как у женщин — 25 750. Доход на душу населения составил 17 301 доллар. За чертой бедности находились 9,7 % семей и 12,2 % всего населения тауншипа, из которых 14,2 % младше 18 и 7,1 % старше 65 лет.